# Foča
Pour les articles homonymes, voir Foca.
Foča (en serbe cyrillique Фоча) est une ville et une municipalité de Bosnie-Herzégovine située au sud-est de la république serbe de Bosnie et dans la région de Foča. Selon les premiers résultats du recensement bosnien de 2013, la ville intra muros compte 12 334 habitants et la municipalité 19 811.

## Géographie
Foča est située sur les bords de la rivière Drina.

## Histoire

### Histoire ancienne
Au Moyen Âge, l'actuelle Foča, connue sous le nom de Hvoča (Хвоча), est alors un centre commercial sur la route de Raguse (aujourd'hui Dubrovnik) à Constantinople. Comme tout le Gornje Podrinje, ou bassin de la Drina, la ville est sous domination serbe jusqu'en 1376. Ensuite elle passe au Royaume de Bosnie (sous le roi Tvrtko), puis au duché de Hum.
Sous l'Empire ottoman, après la conquête vers 1480, elle est le siège du Sandjak d'Herzégovine (en), de 1483 ou 1485 à 1572, lorsque Pljevlja est choisie comme meilleure place.
La Mosquée Aladža de Foča (en), construite en 1550 (par Ramadan-Aga, formé en Perse, sur financement de Hassan Naziri, superviseur des biens et des finances de l'Etat en Herzégovine), détruite en avril 992, restaurée en 2016-2018, est une des plus importantes de la partie européenne de l'Empire ottoman.
De style «classique», son plan d'étage est presque carré (11,22 m sur 11,30 m). Le dôme, d'un diamètre de 11 m, s'élève au-dessus d'un tambour octogonal, jusqu'à une hauteur au sommet de 19,85 m. Cinq fenêtres ouvrent chacun des trois côtés de la mosquée. La partie avant de la mosquée présente un vestibule avec des arcs pointus soutenus par quatre colonnes de marbre et trois dômes. Le minaret fait 36 m de haut. À l'intérieur de Mihrab-Minbar-Mahvil se trouvait une sculpture islamique en pierre, considérée comme la plus belle des Balkans (Trifunović). La mosquée avait des décorations illustrées, dont une rosette sur le mur nord avec une décoration florale et une peinture murale dans le hall.

### XXesiècle

#### Seconde Guerre mondiale
Pendant la Seconde Guerre mondiale, les populations serbes subissent les exactions de la part des oustachis croates et des forces musulmanes bosniaques. En retour, les Tchetniks exercent des représailles contre les populations musulmanes d'un niveau de violence analogue : plus de 2 000 hommes sont égorgés à Foča et les femmes musulmanes sont systématiquement violées.
La municipalité de Foča fut également le théâtre de la bataille de la Sutjeska, opposant les Partisans communistes de Tito et les forces nazies ; près du village de Tjentište, un mémorial est érigé en l'honneur des Partisans morts au cours de cette bataille (mai-juin 1943).

#### Guerre de Bosnie-Herzégovine
Pendant la guerre de Bosnie-Herzégovine, l’idéologie de la Grande Serbie ainsi que celle de la « Grande Croatie » en miroir réapparaissent. Le nettoyage ethnique mis en œuvre par les autorités serbes de Bosnie-Herzégovine et de Croatie est inspiré par cette doctrine.
Le TPIY détaille le nettoyage organisé à Foča de la façon suivante : après que la municipalité et les localités environnantes sont tombées aux mains des Serbes, l’armée, la police et les formations paramilitaires ont mené une attaque généralisée contre la population civile. En ce sens, les maisons des bosniaques sont systématiquement pillées et brûlées ; les citoyens sont arrêtés, capturés et frappés ou tués ; les hommes et les femmes sont séparés. Une campagne de « terrorisation » de la population civile, en particulier visant les femmes, est mise en place. En ce sens, celles-ci sont violées et torturées de façon systématique. Certaines, dont des filles de seulement 12 ou 13 ans, ont été réduites en esclavage durant des mois dans des maisons privées, où elles ont été brutalement battues et soumises à des violences sexuelles, dont des viols et des viols collectifs,,,,,,.
Le nettoyage ethnique de Foča pratiqué par les Serbes, a causé 1 707 personnes tuées ou disparues, dont 1513 civils bosniaques et 155 civils serbes. Treize mosquées sont détruites, et 22 500 musulmans se réfugiés à Rožaje (Monténégro)[réf. nécessaire].
En 1994, sur décision de l'Assemblée de la république serbe de Bosnie, le nom a été changé en Srbinje (zone serbe). Ce nom a perduré jusqu'au 2004 lorsque la Cour constitutionnelle de Bosnie-Herzégovine a déclaré le changement inconstitutionnel.[réf. nécessaire]

### XXIesiècle
Environ 300 Serbes de Bosnie de Foca ont empêché des membres de l'Association «Femmes - victimes de la guerre» de sortir une plaque commémorative sur le bâtiment «Partisan» à Foca, où des femmes bosniaques ont été détenues capturées et violées au début de la guerre. La population serbe locale et les représentants de l'Association des prisonniers de guerre de RS ont opposé une résistance. Impossible de s'approcher du bâtiment, l'association a laissé la plaque à l'endroit le plus proche. Cependant, des représentants de l'Association des prisonniers de guerre de RS ont emporté la plaque avec eux, déclarant qu'ils la renverraient par la poste.

## Localités

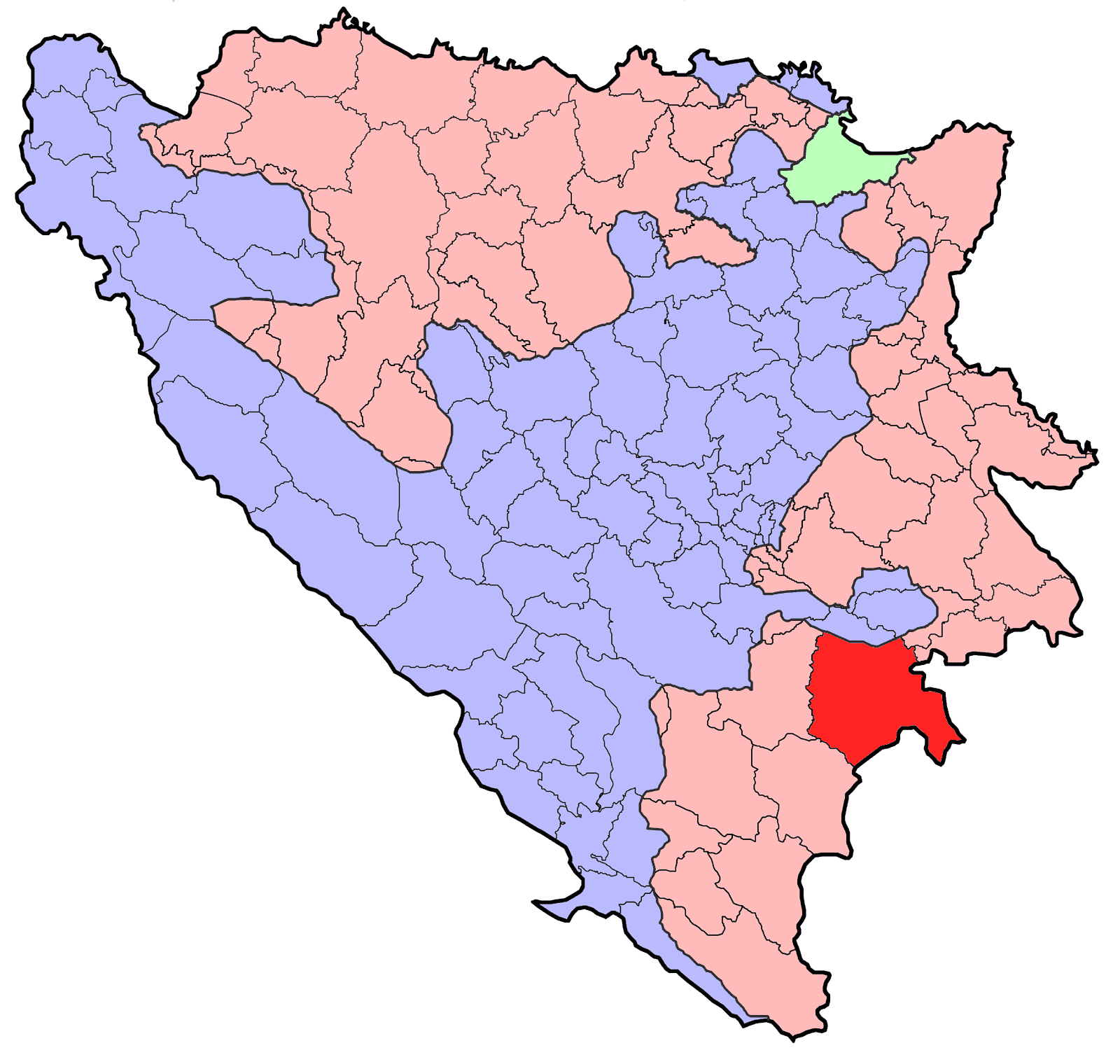
Localisation de la municipalité de Foča en Bosnie-Herzégovine

La municipalité de Foča compte 101 localités :
| - Anđelije - Bastasi - Beleni - Biokovo - Birotići - Bogavići - Borje - Borovinići - Brajići - Brajkovići - Brod - Brusna - Budanj - Bujakovina - Bunovi - Cerova Ravan - Crnetići | - Cvilin - Čelebići - Čelikovo Polje - Ćurevo - Daničići - Derolovi - Drače - Dragočava - Dragojevići - Đeđevo - Fališi - Filipovići - Foča - Glušca - Godijeno - Gostičaj - Govza | - Gradac - Grandići - Grdijevići - Hum - Huseinovići - Igoče - Izbišno - Jasenovo - Ječmišta - Jeleč - Jošanica - Kolun - Kosman - Kozarevina - Kozja Luka - Kratine - Krna Jela | - Kruševo - Kunduci - Kunovo - Kuta - Ljubina - Marevo - Mazoče - Meštrevac - Miljevina - Mirjanovići - Mješaji - Orahovo - Papratno - Patkovina - Paunci - Poljice - Popov Most | - Potpeće - Prevrać - Prijeđel - Prisoje - Puriši - Radojevići - Rijeka - Rodijelj - Slatina - Sorlaci - Susješno - Škobalji - Štović - Šuljci - Tečići - Tjentište - Tođevac | - Toholji - Trbušće - Trtoševo - Tvrdaci - Velenići - Vikoč - Vitine - Vojnovići - Vranjevići - Vrbnica - Vučevo - Vukušići - Zakmur - Zavait - Zubovići - Željevo |

## Démographie

### Villeintra muros

#### Évolution historique de la population dans la villeintra muros
| 1948 | 1953 | 1961 | 1971  | 1981   | 1991   | 2013   |
| ---- | ---- | ---- | ----- | ------ | ------ | ------ |
| -    | -    | -    | 9 257 | 11 530 | 14 335 | 12 334 |

|  |

### Municipalité

#### Évolution historique de la population dans la municipalité
| 1971   | 1981   | 1991   | 2013   |
| ------ | ------ | ------ | ------ |
| 48 741 | 44 661 | 40 513 | 19 811 |

#### Répartition de la population dans la municipalité (1991)
En 1991, sur un total de 40 513 habitants, la population se répartissait de la manière suivante :

## Religions

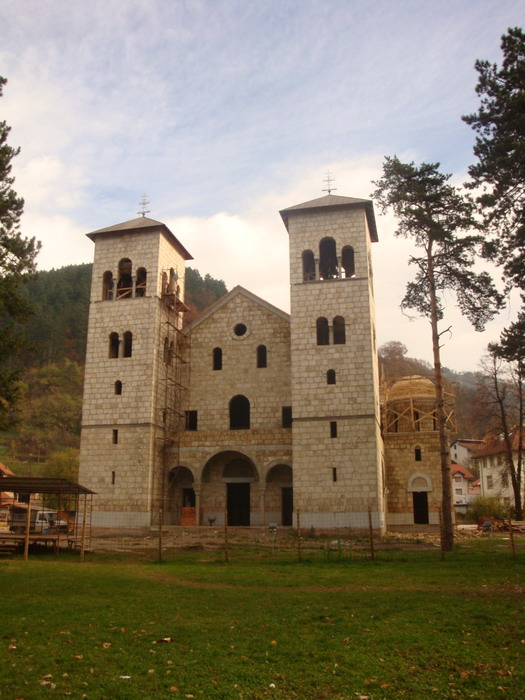
L'église orthodoxe Saint-Sava
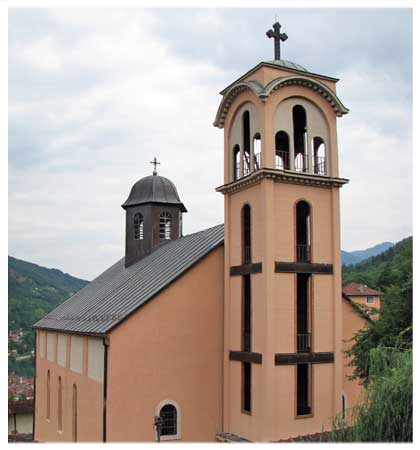
L'église orthodoxe Saint-Nicolas
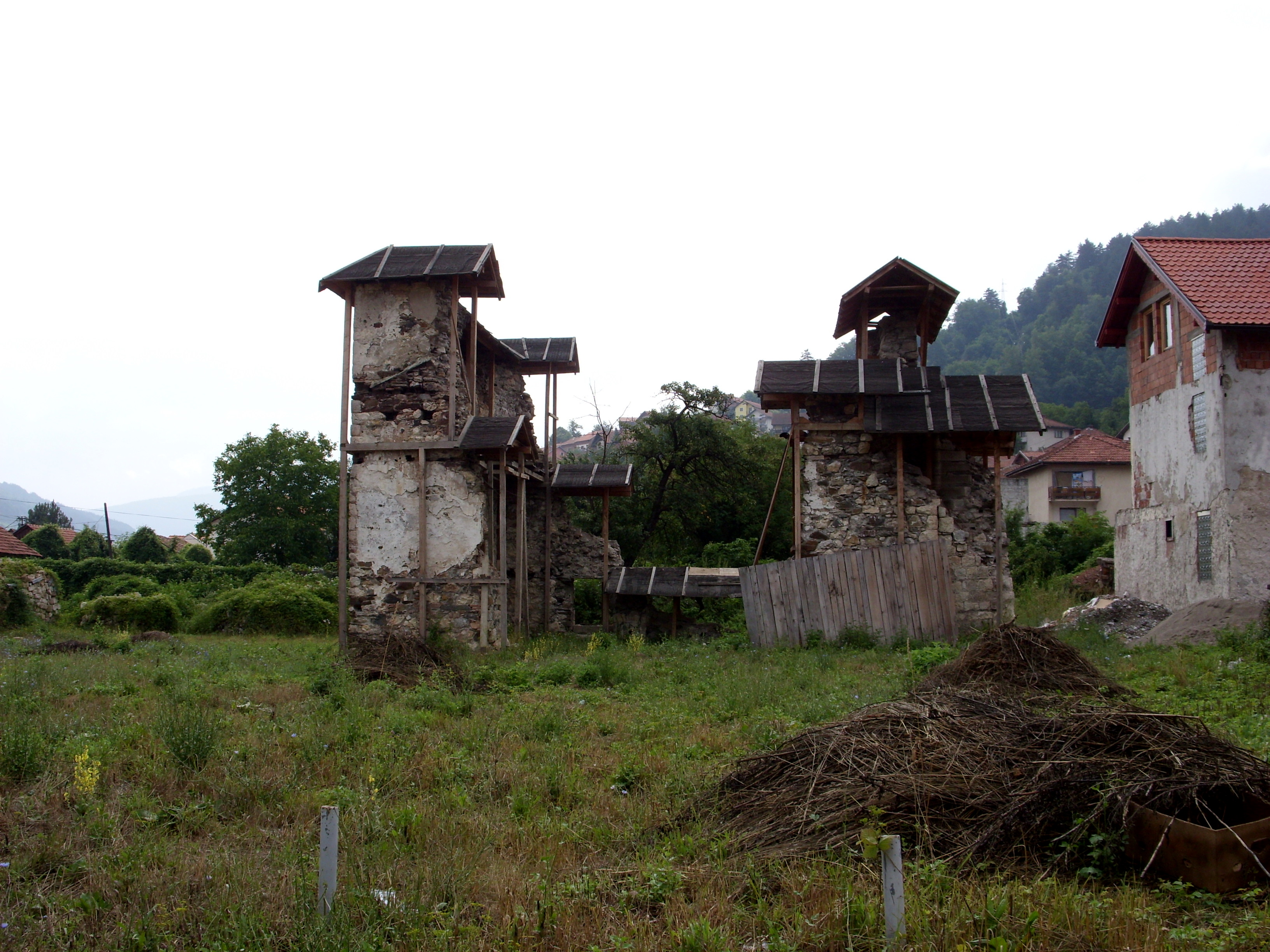
La mosquée de Foča

## Politique
À la suite des élections locales de 2012, les 25 sièges de l'assemblée municipale se répartissaient de la manière suivante :
| Parti                                               | Sièges |
| --------------------------------------------------- | ------ |
| Alliance des sociaux-démocrates indépendants (SNSD) | 6      |
| Parti démocratique serbe (SDS)                      | 5      |
| Nouveau parti socialiste (NSP)                      | 5      |
| Parti du progrès démocratique (PDP)                 | 3      |
| Alliance démocratique nationale (DNS)               | 2      |
| Parti d'action démocratique (SDA)                   | 1      |
| Radicalement pour le peuple (SRS RS-NDS)            | 1      |
| Parti progressiste serbe (SNS)                      | 1      |
| Parti socialiste (SP)                               | 1      |

Radislav Mašić, membre du Parti démocratique serbe (SDS), a été élu maire de la municipalité,.

## Culture
Il existe (ou a existé récemment) un théâtre national (bâtiment), et une troupe de théâtre étudiant dans la ville.

## Tourisme

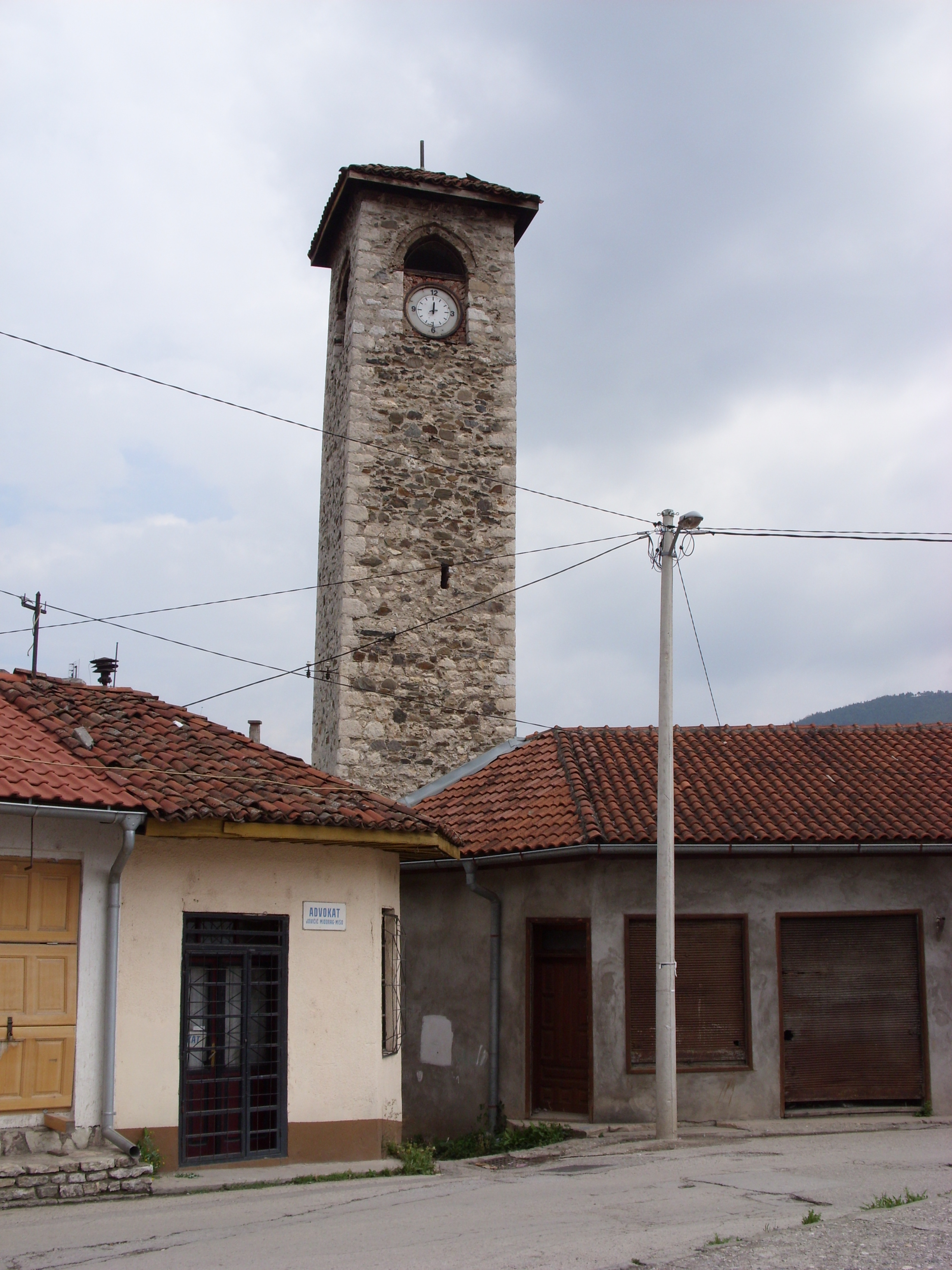
La Tour de l'horloge à Foča

## Personnalités
- Adil Zulfikarpašić (1921–2008), commerçant, philanthrope, politicien
- Zehra Deović (en) (1938-2015), chanteuse folk (sevdalinka)
- Veselin Đuho (1960-), double champion olympique de water-polo.
- Milomir Kovač (1962-), vétérinaire, chirurgien, écrivain
- Milan Lukić (1967-), membre du Beli Orlovi et criminel de guerre condamné
- Jasna Fazlić (1970-), joueuse de tennis de table
- Edin Bavčić (1984-), jouer de basket-ball
- Aida Hadžialić (1987-), ministre suédoise
- Haris Bukva (1988-), footballeur
- Rade Krunić (1993-), footballeur

## Coopération internationale
- Kragujevac (Serbie)[21]